# Hibernians Football Club (femminile)
L'Hibernians Football Club è una squadra di calcio femminile maltese con sede a Paola. Fa parte, a livello societario, dell'Hibernians Football Club. Milita nella Women's First Division League, la massima serie del campionato maltese femminile di calcio, ed è una delle squadre più titolate dell'isola.

## Palmarès
- Campionato maltese: 12

1998-1999, 1999-2000, 2000-2001, 2001-2002, 2002-2003, 2003-2004, 2004-2005, 2005-2006, 2007-2008, 2013-2014, 2014-2015, 2015-2016
- Coppa di Malta: 3

2000-2001, 2003-2004, 2005-2006
- Supercoppa di Malta: 7

2006, 2007, 2013, 2014, 2015, 2016, 2018

## Statistiche

### Risultati nelle competizioni UEFA
| Stagione | Competizione     | Fase                     | Avversario      | Risultato | Risultato | Risultato |
| Stagione | Competizione     | Fase                     | Avversario      | andata    | ritorno   | aggregato |
| -------- | ---------------- | ------------------------ | --------------- | --------- | --------- | --------- |
| 2014-15  | Champions League | gironi di qualificazione | NSA Sofia       | 0-5       | 0-5       | 0-5       |
| 2014-15  | Champions League | gironi di qualificazione | Olimpia Cluj    | 0-5       | 0-5       | 0-5       |
| 2014-15  | Champions League | gironi di qualificazione | Raheny United   | 1-2       | 1-2       | 1-2       |
| 2015-16  | Champions League | gironi di qualificazione | Stjarnan        | 0-5       | 0-5       | 0-5       |
| 2015-16  | Champions League | gironi di qualificazione | Apollōn Lemesou | 0-8       | 0-8       | 0-8       |
| 2015-16  | Champions League | gironi di qualificazione | KÍ Klaksvík     | 3-3       | 3-3       | 3-3       |
| 2016-17  | Champions League | gironi di qualificazione | Konak           | 0-5       | 0-5       | 0-5       |
| 2016-17  | Champions League | gironi di qualificazione | Twente          | 0-9       | 0-9       | 0-9       |
| 2016-17  | Champions League | gironi di qualificazione | Ferencváros     | 0-4       | 0-4       | 0-4       |

## Organico

### Rosa 2016-2017
Rosa e numeri come da sito UEFA.
| N. |                  | Ruolo | Calciatrice     |
| -- | ---------------- | ----- | --------------- |
| 1  | Malta (bandiera) | P     | Rachel Borg     |
| 2  | Malta (bandiera) | D     | Rodiana Borg    |
| 3  | Malta (bandiera) | D     | Rebecca Bajada  |
| 5  | Malta (bandiera) | C     | Emma Xuereb     |
| 6  | Malta (bandiera) | C     | Dorianne Theuma |
| 7  | Malta (bandiera) | A     | Ylenia Carabott |
| 8  | Malta (bandiera) | C     | Jade Flask      |
| 9  | Malta (bandiera) | C     | Dionne Tonna    |
| 10 | Malta (bandiera) | C     | Ruth Chetham    |
| 11 | Malta (bandiera) | C     | Martina Borg    |

| N. |                  | Ruolo | Calciatrice       |
| -- | ---------------- | ----- | ----------------- |
| 12 | Malta (bandiera) | P     | Rita Tagliaferro  |
| 13 | Malta (bandiera) | D     | Mandy Debono      |
| 14 | Malta (bandiera) | C     | Shona Zammit      |
| 15 | Malta (bandiera) | C     | Corissa Vella     |
| 17 | Malta (bandiera) | D     | Maria Azzopardi   |
| 18 | Malta (bandiera) | D     | Charlene Zammit   |
| 19 | Malta (bandiera) | C     | Gabrielle Tonna   |
| 20 | Malta (bandiera) | C     | Francesca Chircop |
| 21 | Malta (bandiera) | A     | Nicole Borg       |